# Comuna Obolonnea, Korop
Obolonnea (în ucraineană Оболоння) este o comună în raionul Korop, regiunea Cernihiv, Ucraina, formată din satele Cervona Poleana, Huta și Obolonnea (reședința).

## Demografie
Componența lingvistică a comunei Obolonnea
     Ucraineană (97,63%)
     Rusă (2,06%)
     Alte limbi (0,31%)
Conform recensământului din 2001, majoritatea populației comunei Obolonnea era vorbitoare de ucraineană (97,63%), existând în minoritate și vorbitori de rusă (2,06%).